# Castiarina malleeana
Castiarina malleeana es una especie de escarabajo del género Castiarina, familia Buprestidae. Fue descrita científicamente por Carter en 1931.